# 聖維森特德卡涅特
聖維森特德卡涅特（San Vicente de Cañete）是秘魯的城市，位於該國西部，由利馬大區負責管轄，距離首都利馬144公里，始建於1556年8月30日，海拔高度40米，2006年人口160,598。
13°05′00″S 76°24′00″W / 13.0833°S 76.4°W